# Стойка Миланова
Стойка Трендафилова Миланова е българска цигуларка, професор в Националната музикална академия.

## Биография
Родена е на 5 август 1945 г. в Пловдив. Започва обучението си по цигулка на тригодишна възраст при своя баща, цигуларя Трендафил Миланов. Завършва цигулка в консерваторията в Москва през 1969 г. като ученичка на Давид Ойстрах. В репертоара ѝ се включват произведения от различни епохи и стилове. Нейният начин на изпълнение се отличава с изключителна прецизност и емоционалност. Преобладават също цигулковите концерти. Изнася концерти със сестра си, пианистката Дора Миланова. Партньори са ѝ били именити цигулари като Давид Ойстрах и Йехуди Менухин. Концертирала е в Европа, Америка и Азия. Преподавала е 5 години в държавна консерватория във Венецуела от 2005 до 2010. Професор в Националната музикална академия. В неин майсторски клас е участвала известната белгийска цигуларка Саския ван Кеер, която е член на Музикално сдружение „Марин Големинов“.
Удостоена със званието народна артистка през 1978 г.
Стойка Миланова умира на 29 септември 2024 година.

## Награди
- Златен медал на Първия републикански фестивал на худ. самодейност (1959)
- Златен медал на VIII международен фестивал на младежта и студентите в Хелзинки (1962)
- Втора награда от международния конкурс „Кралица Елизабет“ в Брюксел (1967)[2]
- Първа награда и медал от конкурса „Карл Флеш“ в Англия (1970)
- Наградата Гран при дьо диск „Шарл Крос“ в Париж (1973)
- Наградата за изкуство „Златният стрелец“ в Рим (1979)

## Филмография
- Нощем с белите коне (6-сер. тв, 1984)

## Участия
- „Международен фестивал на камерната музика“, Пловдив[3]